# Lethrinops christyi
Lethrinops christyi es una especie de peces de la familia Cichlidae en el orden de los Perciformes.

## Morfología
Los machos pueden llegar alcanzar los 18,3 cm de longitud total.

## Distribución geográfica
Es un endemismo del lago Malawi (África Oriental ).